# Adam Botek
Adam Botek (Komárno, 5 de marzo de 1997) es un deportista eslovaco que compite en piragüismo en la modalidad de aguas tranquilas.
Participó en los Juegos Olímpicos de Tokio 2020, obteniendo una medalla de bronce en la prueba de K4 500 m. En los Juegos Europeos de Minsk 2019 obtuvo una medalla de bronce en la misma prueba.
Ganó tres medallas en el Campeonato Mundial de Piragüismo entre los años 2017 y 2021, y tres medallas de plata en el Campeonato Europeo de Piragüismo, en los años 2021 y 2022.

## Palmarés internacional
| Juegos Olímpicos   | Juegos Olímpicos         | Juegos Olímpicos  | Juegos Olímpicos |
| Año                | Lugar                    | Medalla           | Competición      |
| ------------------ | ------------------------ | ----------------- | ---------------- |
| 2020               | Tokio (Japón)            | Medalla de bronce | K4 500 m         |
| Campeonato Mundial |                          |                   |                  |
| Año                | Lugar                    | Medalla           | Competición      |
| 2017               | Račice (República Checa) | Medalla de plata  | K2 1000 m        |
| 2019               | Szeged (Hungría)         | Medalla de bronce | K4 500 m         |
| 2021               | Copenhague (Dinamarca)   | Medalla de plata  | K4 500 m         |
| Juegos Europeos    |                          |                   |                  |
| Año                | Lugar                    | Medalla           | Competición      |
| 2019               | Minsk (Bielorrusia)      | Medalla de bronce | K4 500 m         |
| Campeonato Europeo |                          |                   |                  |
| Año                | Lugar                    | Medalla           | Competición      |
| 2021               | Poznań (Polonia)         | Medalla de plata  | K2 1000 m        |
| 2021               | Poznań (Polonia)         | Medalla de plata  | K4 500 m         |
| 2022               | Múnich (Alemania)        | Medalla de plata  | K4 500 m         |